# 玉带街道
玉带街道，是中华人民共和国云南省玉溪市红塔区下辖的一个乡镇级行政单位。

## 行政区划
玉带街道下辖以下地区：
郑井社区、中卫社区、冯井社区、黄官社区、玉村社区、彩虹社区、玉龙社区、诸葛社区、兰苑社区和明珠社区。